# Enzola
Enzola è una frazione prettamente agricola del comune di Poviglio, in provincia di Reggio Emilia. Dista circa 5 km dal capoluogo comunale, al confine con i comuni di Brescello a nord-ovest e di Gattatico a sud.
La frazione - costituita da case sparse - risulta divisa in più insediamenti rurali, rispettivamente a nord e a sud di Via Parma, l'asse viario che collega il territorio povigliese con la vicina provincia di Parma.

## Storia
L'etimo di questo toponimo racchiude in sé il nome del torrente Enza il quale, da tempo immemorabile, scorre nei pressi della frazione. Plinio il Vecchio fu il primo a chiamare il torrente Incia, che assunse, col tempo, il nome di Hentia e Inciola, termine dal quale si suppone possa derivare il toponimo della frazione. Figura nella pergamena delle Decime del 1290, quindi è ragionevole pensare che la sua istituzione risalga alla metà del XIII secolo.
Nel "Breve recordacionis de Monasterio S.Thome apostoli" (un piccolo cenobio fondato a Reggio poco fuori le mura dalla regina Cunegonda nella prima metà del secolo IX), un inventario di beni molto breve ma prezioso edito dal Torelli nel 1921  si apprende che, fornendo il rapporto riferito ad una singola annata agraria, nella corte di "Inciola", su terreno domocoltile, "[...] seminavimus [...] modia XV, inde recepimus modia L". A Inciola dunque la resa dei cereali era stata leggermente superiore a 3,3 per 1 mentre per Curciliano, che si trova in collina, la resa era stata di 1,7 per 1.
Inciola o Enzola dunque la troviamo già tra i documenti risalenti al IX e X secolo, documenti che ci dicono inoltre che su 5 "sortes" della corte di Enzola, proprietà del monastero di San Tommaso di Reggio, lavoravano ben 25 "manentes" cioè coloni residenti capifamiglia.
Tra le carte degli Archivi Parmensi del secolo XII di G. Drei, si legge che nel 1179, il 29 gennaio, Alberto da Bonizone decide una lite tra il Monastero e Gerardo da Enzola e il figlio Gilio per beni in Campegine, Poviglio, Castel Novo, Vicozoario, beni che Gerardo dichiara di aver ricevuto dall'abate Guido; Alberto, udite le parti e viste le prove, ordina che tutto ciò che l'abate e la Chiesa tengono in Castro Gualtirolo ed entro le fosse sia lasciato liberamente alla chiesa; quanto Gerardo e suo figlio tengono nel castro, tranne le fosse, sia lasciato loro.
Nel 1188 Gerardo da Enciola, vassallo parmense, ne riceveva l'investitura giurando fedeltà. Lo ritroviamo nel 1191, quando gli viene intimato di non manomettere i mulini e la chiusa sul fiume "qui dicitur Campigo". Il figlio Coppino diventerà podestà di Padova e amico di Giberto da Correggio. L'altro figlio Gilio lo troviamo nel 1212 insieme al figlio Gerardo e Guido da Enzola nel ruolo di testi per Maladobato de Prandi il quale, possedendo metà di Castelgualtieri, ne fece vendita a Obizo de Fieschi vescovo di Parma (tra le "ecclesie exempte per civitatem et episcopatum" vi è "excusavit ecclesia de Glarea malorum Adobatorum"). Guidolino da Enzola sposerà Ammessa da Correggio dalla quale avrà tre figli: Matteo, Ugo e Richeldina. Il figlio di Matteo sarà podestà a Modena.

## Monumenti e luoghi d'interesse
- Chiesa di San Bartolomeo Apostolo. La chiesa della frazione è dedicata a San Bartolomeo Apostolo, ricordato dal Martirologio romano il 24 agosto. La pieve appartenne per molti secoli alla giurisdizione religiosa della pieve di Sorbolo. In origine, fino al 1879, la facciata e l'entrata del tempio erano rivolte a est, affacciandosi sul piccolo cimitero, essendo peraltro quella di Enzola l'unica tra le chiese dipendenti dalla arcipretura di Poviglio ad  averne uno annesso, poiché gli altri cimiteri di frazione furono tutti smantellati.

## Consulta di frazione
Nei giorni 24, 25 e 26 ottobre 2010 si è svolta l'elezione dei componenti della prima Consulta di frazione elezione della consulta frazionale, organo civico con funzioni consultive e propositive, istituito dalla delibera del Consiglio comunale n. 43 del 28/07/2010. La Consulta è composta dai sette candidati che siano risultati eletti sulla base del maggior numero di preferenze nominali ricevute da parte degli aventi diritto al voto ovvero da tutti i cittadini maggiori di 16 anni che risiedano o esercitino un'attività commerciale nelle località di Enzola, Casalpò, Godezza e San Sisto. Il mandato della Consulta coincide, in termini di durata, con quello amministrativo. Nei giorni 5, 6 e 7 ottobre 2014 si è svolta l'elezione per il rinnovo dell'organo civico della frazione.